# Експериментът (филм, 2001)
Вижте пояснителната страница за други значения на Експериментът.
Експериментът (на немски: Das Experiment) е немски трилър от 2001 г., режисиран от Оливер Хиршбигел, за социален експеримент, проведен от Филип Зимбардо в Станфордския затвор през 1971 г.

## Сюжет
Таксиметровият шофьор Тарек Фахд се съгласява да участва в психологически експеримент, в който се симулира затворническа ситуация, наградата за който е 4000 марки. Тарек участва като журналист, носейки чифт очила с вградена миникамера. Участниците са 20, 12 от които са затворници, а 8 – охрана. Те биват наблюдавани постоянно от група учени. Затворниците са лишени от някои граждански права, а охраната е длъжна да работи съгласно определен регламент.

## Актьорски състав
- Мориц Бляйбтрой като Тарек Фахд, затворник 77
- Кристиан Беркел като Щайнхоф, затворник 38
- Оливър Стоковски като Шюте, затворник 82
- Юстус фон Темпелхоф като Кемпс
- Тимо Диркес като Екерт

## Награди
- Награди за филма „Експериментът“ в IMDb